# Titancraft
Titancraft è il nono album in studio del gruppo musicale power metal tedesco Iron Savior, pubblicato nel 2016.

## Tracce

### Edizione standard
1. Under Siege (Intro) (strumentale) – 0:58
2. Titancraft – 5:21
3. Way of the Blade – 3:57
4. Seize the Day – 4:57
5. Gunsmoke – 5:07
6. Beyond the Horizon – 5:58
7. The Sun Won't Rise in Hell – 5:02
8. Strike Down the Tyranny – 5:10
9. Brother in Arms – 5:23
10. I Surrender – 4:04
11. Rebellious – 4:49

### Tracce bonus edizione digipack
1. R&R Addiction (inserita come traccia numero 10, prima di I Surrender) – 5:10
2. Protector 2016 (nuova registrazione del brano presente sul disco Condition Red del 2002) – 4:36

### Tracce bonus edizione giapponese
1. Assailant 2016 (nuova registrazione del brano presente sul disco Iron Savior del 1997) – 4:20

## Formazione

### Gruppo
- Piet Sielck – voce, chitarra
- Joachim Küstner – chitarra, voce
- Jan S. Eckert – basso
- Thomas Nack – batteria

### Ospiti
- Jan Bertram – chitarra (traccia 10)
- Philippa Sielck – cori
- Frank Beck – cori
- Daniel Galmarini – tastiere (traccia 6, 9, 11), pianoforte (traccia 11)

### Produzione
- Piet Sielck – registrazione, missaggio, mastering
- Felipe Machado Franco – grafica, artwork
- Thomas Sprenger – fotografia